# Гранітне (Коростенський район)
Грані́тне — селище в Україні, у Малинській територіальній громаді Коростенського району Житомирської області. У 1987—2020 роках — адміністративний центр колишньої Гранітненської селищної ради. Чисельність населення становить 1 631 особу (2001). У 1987—2024 роках — селище міського типу.

## Загальна інформація
Розміщується на річці Візня, за 10 км від Малина та за 115 км від Житомира. Залізнична станція — Пенизевичі, за 2 км. Зосереджені великі запаси буто-щебеневої сировини. На початку 2000-х років у селищі були школа, дитячий садок, будинок культури, бібліотека, філія школи мистецтв, лікарня, амбулаторія.

## Населення
Відповідно до результатів перепису населення СРСР, кількість населення станом на 12 січня 1989 року становила 1 720 осіб. Станом на 5 грудня 2001 року, відповідно до перепису населення України, кількість мешканців становила 1 631 особу.

### Мова
Розподіл населення за рідною мовою за даними перепису 2001 року:
| Мова            | Кількість | Відсоток |
| --------------- | --------- | -------- |
| українська      | 1555      | 95.34 %  |
| російська       | 63        | 3.86 %   |
| білоруська      | 6         | 0.37 %   |
| вірменська      | 1         | 0.06 %   |
| румунська       | 1         | 0.06 %   |
| гагаузька       | 1         | 0.06 %   |
| інші/не вказали | 4         | 0.25 %   |
| Усього          | 1631      | 100 %    |

## Історія
Виникло у 30-х роках 20 століття як поселення робітників, які займалися видобутком каменю у Пинязезевицькому кар'єрі. У 150-60 роках, в зв'язку із збільшенням потреб будівельної галузі, видобуток каміння значно збільшився, що призвело до росту чисельності населення та розвитку соціальної інфраструктури.
Офіційно утворене 29 червня 1960 року, відповідно до рішення Житомирського облвиконкому № 683 «Про об'єднання деяких населених пунктів області», шляхом об'єднання хуторів Гранкар'єр та Щебзавод Пинязевицької (згодом — Українська) сільської ради Малинського району. 5 серпня 1960 року, відповідно до рішення Житомирського облвиконкому № 830 «Про віднесення деяких населених пунктів Володарсько-Волинського та Малинського районів до категорії робітничих селищ», поселенню присвоєно категорію робітничого селища з підпорядкуванням Українській сільській раді Малинського району. 3 березня 1987 року, відповідно до рішення Житомирського облвиконкому № 61 «Про деякі зміни в адміністративно=територіальному устрої Житомирського і Малинського районів», селище віднесене до категорії селищ міського типу; одночасно утворено Гранітненську селищну раду Малинського району.
12 червня 2020 року, відповідно до розпорядження Кабінету Міністрів України № 711-р «Про визначення адміністративних центрів та затвердження територій територіальних громад Житомирської області», територію та населені пункти Гранітненської селищної ради включено до складу Малинської територіальної громади Коростенського району Житомирської області.
26 січня 2024 року, відповідно до Закону України «Про порядок вирішення окремих питань адміністративно-територіального устрою України» від 28 липня 2023 року, віднесене до категорії селищ.

## Відомі люди
- Влодарський Олексій Костянтинович (1981—2018) — сержант Збройних сил України, учасник російсько-української війни.
- Комашня Ніна Миколаївна (1949—2013) — українська журналістка.